# ليستر لين
ليستر لين (بالإنجليزية: Lester Lane)‏ مواليد 6 مارس 1932 في بورسيل - الوفاة 5 سبتمبر 1973، كان لاعب كرة سلة أمريكي. بلغ طوله 5 قدم 10 بوصة (1.8 م). شارك في مسابقة كرة السلة في الألعاب الأولمبية الصيفية.

## الميداليات
| الميدالية | المسابقة                       |
| --------- | ------------------------------ |
| ذهبية     | الألعاب الأولمبية الصيفية 1960 |

## روابط خارجية
- ليستر لين على موقع سبورتس رفرنس (الإنجليزية)
- ليستر لين على موقع كلية كرة السلة في سبورتس رفرنس.كوم (الإنجليزية)
- ليستر لين على موقع ريلجم (الإنجليزية)
- ليستر لين على موقع سبورتس رفرنس (الإنجليزية)
- ليستر لين على موقع اللجنة الأولمبية الدولية (الإنجليزية)
- ليستر لين على موقع أوليمبيديا (الإنجليزية)